# Nagy Sándor (pedagógus)
Nagy Sándor (Zaláta, 1916. április 26. – Budapest, 1994. november 14.) magyar pedagógus, pedagógiai elméleti író, egyetemi tanár, a neveléstudományok nagydoktora.
Az 1950-es évek közepétől az 1980-as évek közepéig a magyar pedagógiai oktatás és kutatás meghatározó egyénisége. Didaktikáját poszt-herbartiánus alapokra építette felhasználva a két világháború közti nagy elődök (Prohászka Lajos, Fináczy Ernő, Imre Sándor, Weszely Ödön) felfogásának egyes elemeit. A nyugati és a szocialista országok pedagógiai irányzatait behatóan ismerte.

## Életpályája
A Nagykőrösi és Dunamelléki Református Tanítóképző Intézetben tanítói (1935), Szegeden a Polgári Iskolai Tanárképző Főiskolán magyar-történelem szakos tanári (1941) és az Apponyi Kollégiumban a filozófia-pedagógia szakon tanítóképző intézeti tanári oklevelet szerzett és megvédte Kemény Zsigmond és az erkölcsi világ c. doktori értekezését 1943-ban.
Az egyetem elvégzése után Székelykeresztúron kapott tanítói állást, közben behívták katonának, hadifogságba került, hazajövetele után a kiskunfélegyházi Állami Tanítóképző Intézetben tanított (1945-1948). Az Országos Neveléstudományi Intézet ösztöndíjasa lett 1948-49-ben.Várkonyi Hildebrand Dezső javaslatára kinevezték a Pécsi Pedagógiai Főiskola tanárának (1949-1952), innen 1952-től az ELTE BTK Neveléstudományi Tanszékének docensévé lépett elő, majd ugyanitt 1959-ben egyetemi tanári kinevezést kapott, majd tanszékvezető egyetemi tanár (1959-1977). Közben a Pedagógiai Tudományos Intézet megszervezője, igazgatója (1954-1959). 1986-os nyugdíjba vonulásáig a Neveléstudományi és Lélektani tanszékcsoport vezetője (1973-1986).

## Emlékezete
2007. november 16-án az ELTE PPK fszt. 4-es termét Nagy Sándor Teremmé avatták. A teremben Nagy Sándor életének és munkásságának emlékei, dokumentumai találhatóak.

## Művei (válogatás)
- Kemény Zsigmond és az erkölcsi világ. Budapest : Sárkány-Ny., 1943. 58 p. (Philosophia : a Horthy Miklós Tudományegyetem Filozófiai Intézetének közleményei)
- A didaktika alapjai : kandidátusi értekezés. Budapest : Akadémiai K., 1956. 270 o.
- Az oktatás elmélete. Budapest : Tankönyvkiadó, 1960. 210 o.
- Az oktatási folyamatra vonatkozó nézetek történeti alakulása és a mai helyzet. Budapest : Akadémiai Kiadó, 1962. 298 o.
- Didaktika. Budapest : Tankönyvkiadó Vállalat, 1967. 239 o. (1968; 1969; 1972; 1979-ben japánul[1])
- Az oktatáselmélet alapkérdései : [egyetemi tankönyv]. Budapest : Tankönyvkiadó, 1981. 302 o. (1984; 1986; 1988.)
- A tanulás pedagógiai kérdései. [Veszprém] ; [Budapest] : Országos Oktatástechnikai Központ, 1982. 140 o. ISBN 963-441-017-0 (1983)
- Oktatástechnológia a neveléstudomány rendszerében. Veszprém : OOK, 1982. 54 o. ISBN 963-01-3131-5 (Tanulmány-gyűjtemény)
- Oktatástechnológiai jellegű fejlődési tendenciák az általános és a szakképzésben : Komparatív elemzés. Veszprém : OOK, 1983.[!1984] 170 o. ISBN 963-441-057-X
- Mába nyúló történelem: a harmincas évek pedagógiai irányai. Budapest : Tankönyvkiadó, 1988. 343 o. ISBN 963-18-1183-2
- Az oktatás folyamata és módszerei. Budapest : Volos, 1993. 159 o. ISBN 963-04-3128-9 (1995; 1997; 1998)

## Tudományos tisztségek
- Tanulmányok a neveléstudomány köréből c. akadémiai tanulmánykötet-sorozat szerkesztőbizottságának tagja (1960-1985)
- Magyar Pedagógia : Magyar Tudományos Akadémia Pedagógiai Bizottságának folyóirata c. periodika szerkesztője
- Pedagógiai Közlemények ELTE sorozat szerkesztője (1966-1989)
- Pedagógiai lexikon (I-IV. köt., 1976-1979) szerkesztője

## Díjak (válogatás)
- Akadémiai Díj (1970)
- Apáczai Csere János-díj (1986)